# Michel Abrass
Michel Abrass (* 14. prosince 1948, Aleppo) je syrský melkitsko-řeckokatolický kněz a emeritní arcibiskup archieparchie Tyr.

## Život
Narodil se 14. prosince 1948 v Aleppu. Po střední škole vstoupil do Řádu aleppských baziliánů melkitů. Roku 1973 získal na Univerzitě Ducha Svatého v Kasliku bakalářský titul z filosofie. Poté odešel do Říma kde sti dodalal svá studia filosofie, teologie a liturgie.
Na kněze byl vysvěcen 11. dubna 1980. Stal se rekorem menšího semináře Baziliánů a později většího.
Dne 13. října 2006 byl Synodem biskupů Melkitské řeckokatolické církve zvolen kuriálním biskupem patriarchátu Antiochie. Dne 17. října 2006 jej papež Benedikt XVI. uznal ve funkci a přidělil mu titul titulárního biskupa z Abydusu. Biskupské svěcení přijal 10. prosince 2006 z rukou patriarchy Řehoře III. Lahama a spolusvětiteli byli arcibiskup Isidore Battikha a arcibiskup Joseph Kallas.
Dne 11. listopadu 2006 mu papež Benedikt XVI. udělil titul titulárního arcibiskupa z Myry.
Dne 21. června 2014 byl synodem zvolen arcibiskupem archieparchie Tyr. Dne 31. ledna 2021 papež František prohlásil archieparchii za vakantní a jmenoval jejího administrátora.